# Terre de Wilczek
La terre de Wilczek (en russe : Земля Вильчека, Zemlia Viltcheka) est une île de la terre François-Joseph.

## Géographie
Située en mer de Barents, la terre de Wilczek est la seconde plus grande île de l'archipel. Elle est pratiquement toujours entièrement gelée. Elle est entourée de plusieurs petites îles, au sud, à 9 km de la côte l'île Klagenfurt, à l'est les îlots Gorbounova (Острова Горбунова), au sud-est, à 1,5 km, les îlots Derevianny (Остров Деревянный), Davis, McNult et Tillo (Остров Тилло).
Il ne faut pas la confondre avec la petite île Wilczek située dans le même archipel au sud-ouest de l'île Salm.

## Histoire
Elle a été nommée en hommage au comte Johann Nepomuk Wilczek qui finança l'expédition de Julius von Payer et Karl Weyprecht (1872-1874). 